# Rocca San Felice
Rocca San Felice ist eine italienische Gemeinde mit 772 Einwohnern (Stand 31. Dezember 2023) in der Provinz Avellino in der Region Kampanien. Der Ort ist Teil der Bergkommune Comunità Montana Alta Irpinia.

## Geografie
Die Nachbargemeinden sind Frigento, Guardia Lombardi, Sant’Angelo dei Lombardi, Sturno und Villamaina.

## Geschichte
Von hier wurde 1240 Heinrich (VII.) als Gefangener seines Vaters, des Kaisers Friedrich II., nach Nicastro verlegt.